# ユニ アルファゲル

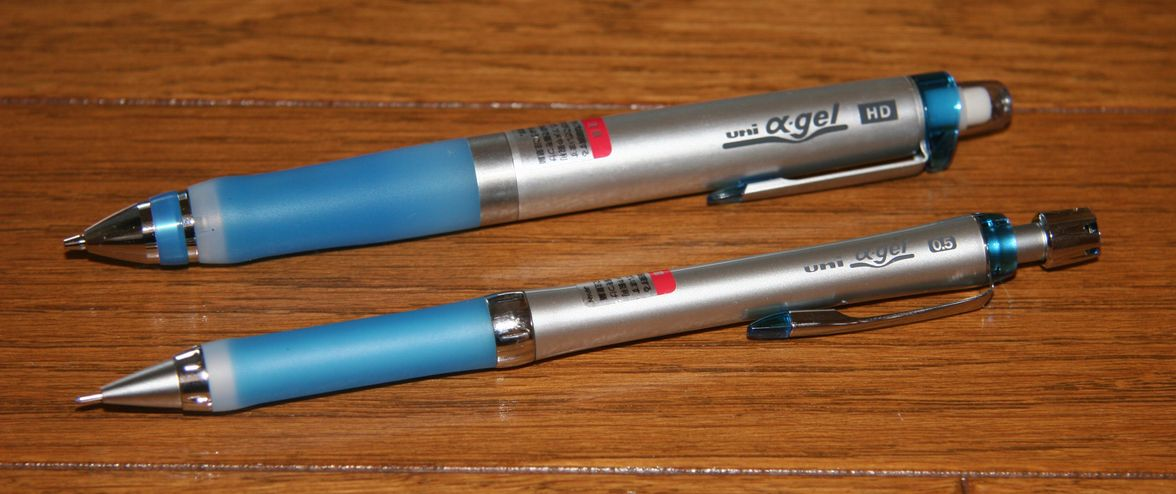
ユニ アルファゲル シャープペンシル

ユニ アルファゲル（uni α-gel）は、三菱鉛筆が発売するシャープペンシル及び油性ボールペンのブランド名である。

## 概要
2003年に発売。軸がやや太いのが特徴である。グリップはタイカ社（旧：ジェルテック社）の衝撃吸収素材「α-GEL」を使用した「やわらかゲルグリップ」を採用し、今までにない感触で話題を呼んだ。しかし、その材質の性質上、グリップは穴が開いたり破れたりしやすいため、パッケージやペンの軸に「グリップは破損する恐れがございますのでツメや鋭利なもので傷をつけないようご注意願います。」という注意書きが書かれている。
その後、グリップをやや硬めにしたり、クリップを搭載したりして実用性を上げた「ユニ アルファゲルHD」や、軸を通常のシャープペン並みの太さにし、0.3mmの芯にも対応する「ユニ アルファゲル スリムタイプ」、軸を振って芯が出せるようにした「ユニ アルファゲル シャカシャカ機構搭載タイプ」、一本に黒・赤・シャープ0.5の3つの機能を搭載した多機能ペン※「ユニ アルファゲル 多機能ペン」、外側だけでなく内側にもシリコンを巻いた3層構造にして安定感を出すとともにクルトガエンジンにより芯の偏減りを防止した「ユニ アルファゲル クルトガエンジン搭載タイプ」、「ユニ アルファゲル シャープペン シャカシャカ機構搭載モデル」シリーズが8年ぶりにリニューアルされ、さらにグリップが高反発になった「かため」タイプ（HD II）が、同様のグリップでスリムタイプも加わり、一部のカラーは数量限定で発売された。
さらに2021年2月、「ユニ アルファゲル クルトガエンジン搭載タイプ」のリニューアル版として「ユニ アルファゲル スイッチ」が発売された。従来の「ユニ アルファゲル クルトガエンジン搭載モデル」に、クルトガエンジンをオンオフ切り替えできる機構に加え、「ユニ アルファゲル かため」に使用されているグリップを搭載し、さらにシンプルなデザインにリニューアルされ、一部のカラーは限定色として発売された。その後「ユニ アルファゲル スイッチ」の芯径0.3版もラインナップされた。
この「ゲルグリップ」は、ジェットストリームなどの三菱鉛筆の他の商品にも搭載されることがある。

## ラインナップ
「※」は、すでに発売終了された商品。
- ユニ アルファゲル やわらかめ癒し系タイプ（シャープ0.5） ※
- ユニ アルファゲル シャカシャカ機構搭載モデル やわらかめ癒し系タイプ（シャープ0.5）
- ユニ アルファゲル シャカシャカ機構搭載モデル ややかため実用系タイプ（シャープ0.5）
- ユニ アルファゲル シャカシャカ機構搭載モデル かため（シャープ0.5）
- ユニ アルファゲル スリムタイプ（シャープ0.5、シャープ0.3）
- ユニ アルファゲル スリムタイプ かため（シャープ0.5）
- ユニ アルファゲル クルトガエンジン搭載タイプ（シャープ0.5）
- ユニ アルファゲル スイッチ（シャープ0.5、シャープ0.3）